# Jewgeni Wladimirowitsch Petrow
Jewgeni Wladimirowitsch Petrow (russisch Евгений Владимирович Петров, englische Transkription Evgeni Petrov; * 25. Mai 1978 in Belowo, Oblast Kemerowo) ist ein ehemaliger russischer Radrennfahrer.

## Karriere
Nachdem er bei der Weltmeisterschaft 1999 in Verona die Bronzemedaille im Zeitfahren der U23 holte, gewann 2000 Petrov ein Jahr später das Zeitfahren und das Straßenrennen.
Daraufhin bekam er 2002 bei Mapei-Quick Step seinen ersten Profivertrag Er konnte unter anderem eine Etappe der Tour de l’Ain, die Gesamtwertung der Tour de l’Avenir und die russische Zeitfahrmeisterschaft gewinnen.
Bei der Tour de France 2005 durfte er zur 10. Etappe nicht an den Start gehen, da sein Hämatokritwert zu hoch war.
Beim Giro d’Italia 2010 erreichte er bei schlechtem Wetter auf der 11. Etappe, der längsten der Ausgabe 2010, nach L’Aquila in einer großen Spitzengruppe um Carlos Sastre, Linus Gerdemann, Richie Porte und David Arroyo das Ziel mit großen Vorsprung auf das Hauptfeld und konnte aus dieser Gruppe heraus zum ersten Mal in seiner Karriere eine Etappe einer dreiwöchigen Landesrundfahrt gewinnen.
Im Zuge der Dopingermittlungen der Staatsanwaltschaft von Padua geriet er Ende 2014 in den Verdacht, Kunde des umstrittenen Sportmediziners Michele Ferrari gewesen zu sein.
Nach Ablauf der Saison 2016 beendete Petrov seine Laufbahn als Aktiver. Von 2019 bis 2020 war er Sportlicher Leiter beim Professional Continental Team Gazprom-RusVelo.

## Erfolge
2000
- Russischer Meister – Einzelzeitfahren
- Europameister – Einzelzeitfahren (U23)
- Weltmeister – Straßenrennen (U23)
- Weltmeister – Einzelzeitfahren (U23)

2002
- Russischer Meister – Einzelzeitfahren
- Gesamtwertung Tour de l’Avenir

2010
- eine Etappe Giro d’Italia

2014
- eine Etappe Österreich-Rundfahrt

## Grand-Tour-Platzierungen
| Grand Tour            | 2003 | 2004 | 2005 | 2006 | 2007 | 2008 | 2009 | 2010 | 2011 | 2012 | 2013 | 2014 | 2015 | 2016 |
| --------------------- | ---- | ---- | ---- | ---- | ---- | ---- | ---- | ---- | ---- | ---- | ---- | ---- | ---- | ---- |
| Giro d’ItaliaGiro     | –    | –    | 50   | 57   | 7    | 29   | 34   | 31   | 39   | 61   | 25   | 48   | –    | 75   |
| Tour de FranceTour    | 53   | 38   | DNF  | –    | –    | –    | –    | –    | –    | –    | –    | –    | –    | –    |
| Vuelta a EspañaVuelta | –    | –    | –    | 18   | –    | 43   | –    | –    | 64   | 64   | 117  | –    | –    | –    |